# Marília Carneiro
Marília Pinto Berredo Carneiro (Rio de Janeiro, 11 de julho de 1947), é uma figurinista e cenógrafa brasileira.

## Biografia
Filha de uma dona de casa e de um arquiteto. Na juventude estudou Filosofia e Comunicação Social na Pontifícia Universidade Católica do Rio de Janeiro - PucRio. Abandonou os cursos após começar a trabalhar como estagiária de jornalismo no jornal carioca Tribuna da Imprensa, e ainda atuou como atriz em cinco filmes nacionais, entre eles o longa Capitu (1968), adaptação para o cinema do romance homônimo de Machado de Assis, no qual interpretou Sancha, mulher do personagem Escobar, vivido pelo ator Raul Cortez. Na década de 1960 Marília passou a trabalhar com moda. Estreia como figurinista em 1968 no filme “O Homem que Comprou o Mundo”.
Por indicação da amiga Dina Sfat, em 1973, foi contratada por Daniel Filho para trabalhar na Rede Globo de Televisão, desenvolvendo criações para a novela “Os Ossos do Barão” (1973), segunda trama exibida no formato colorido pelo canal; Segundo Marília Carneiro, a novidade da TV em cores trazia uma série de impedimentos na escolha de tecidos e padronagens para usar em cena, tornando mais difícil o trabalho dos figurinistas. Marília é apontada como a responsável por mudar o modo como se fazia figurino na Rede Globo; anteriormente as peças para novelas eram confeccionadas pelo setor de costura, dentro da própria emissora – o que tomava tempo de produção. Para facilitar o processo, Marília passou a procurar em lojas e brechós as roupas e acessórios já prontos, que posteriormente seriam usados em cena. Para montar o figurino da novela  “Gabriela” (1975), adaptação do clássico escrito por Jorge Amado em 1958, Marília foi até Ilhéus, na Bahia, realizar uma pesquisa de campo que envolvia a análise de fotografias de moradores da região, o que mais tarde serviu de referência para que peças de vestuário e acessórios, fieis à realidade, fossem desenvolvidos.
O figurino desenvolvido para a novela “Dancin' Days” (1978/79) seria a mais marcante da carreira de Marília Carneiro. Protagonizada por Sônia Braga, a história fez divulgou tendência para moda, entre outras coisas, de calças de cetim e meias de lurex combinadas a sandálias de salto.
Pela Rede Globo ainda seria responsável por criar peças de figurino para seriados, minisséries e mais de 32 telenovelas, entre elas importantes sucessos de audiência como “Rebu” (1974-1975), “Pecado Capital” (1975), “Rainha da Sucata” (1990), a segunda fase de  “O Clone” (2001) e Verão 90 (2019). Fez também o humorístico “TV Pirata” (1988), o seriado “Mulher” (1998-1999), e as minisséries: “Lampião e Maria Bonita” (1982) e “Quem Ama Não Mata” (1982). A extensa lista também inclui trabalhos para “Rabo de Saia”, “Tenda dos Milagres”, “Anos Rebeldes”, “A Casa das Sete Mulheres”, “Explode Coração”, ”Uga Uga”, ”Páginas da Vida”, “Caras e Bocas”, “Desejo Proibido”,  “Ti Ti Ti” e “Dalva e Herivelto”.
Para a novela “O Clone”(2001), Marília buscou inspiração na coleção que Yves Saint Laurent fez homenageando o Marrocos, pouco antes dele morrer.
No o cimema fez figurinos para os filmes: “O Casal”, “O Bom Marido”, ”A Dama da Lotação”, “O Cangaceiro Trapalhão”, “Villa-Lobos - Uma Vida de Paixão”, “Sexo, Amor e Traição”, “A Guerra dos Rocha”, “Se Eu Fosse Você 2”, “Tempos de Paz”, “Luar Sobre Parador”, “Gente Fina É Outra Coisa”, e outros.
Marília Carneiro foi casada com o fotógrafo e diretor de arte Mário Carneiro (1930-2007), que integrou o grupo de cineastas que criaram o movimento do Cinema Novo.